# Manajit Hayer-Hartl
Manajit Hayer-Hartl (* 27. Februar 1954 in Singapur) ist Biochemikerin und Biophysikerin. Sie leitet die Forschungsgruppe „Chaperonin-vermittelte Proteinfaltung“ des Max-Planck-Instituts für Biochemie in Martinsried.

## Werdegang
Hayer-Hartl studierte Biologie und Chemie an der University of Stirling in Großbritannien. Sie promovierte 1984 an der University of Stirling in Chemie. Anschließend forschte sie als Postdoktorandin am Department of Biochemistry der Oxford University in Großbritannien, am Louis-Pasteur-Institute in Strasbourg in Frankreich, am Institut für Physikalische Biochemie in München und am Jules Stein Eye Institute der University of California in Los Angeles in den USA. Von 1991 bis 1996 war sie wissenschaftliche Mitarbeiterin am Department of Cellular Biochemistry and Biophysics des Sloan-Kettering-Institute in New York in den USA. Von 1997 bis 2005 war sie Forschungsgruppenleiterin für Zelluläre Biochemie am Max-Planck-Institut für Biochemie in Martinsried.
Seit 2006 leitet Hayer-Hartl die Forschungsgruppe „Chaperonin-vermittelte Proteinfaltung“ und ist Principal Investigator der Abteilung für „Zelluläre Biochemie“ am Max-Planck-Institut für Biochemie in Martinsried.
Manajit Hayer-Hartl ist verheiratet mit dem deutschen Zellbiologen Franz-Ulrich Hartl.

## Forschung
Der Forschungsschwerpunkt von Hayer-Hartl sind Chaperone und ihre Rolle bei der Faltung von Proteinen.
Sie beschäftigt sich mit Chloroplasten-Protein-Chaperonen und konnte wichtige Erkenntnisse für die die Faltung von RuBisCO (Ribulose-1,5-bisphosphat-carboxylase/-oxygenase) erlangen, einem wichtigen Enzym für die Kohlenstoffdioxid-Fixierung in Pflanzen. Die Verbesserung der katalytischen Eigenschaften von RuBisCo sind vor allem für die landwirtschaftliche Produktionssteigerung interessant.
Sie forscht auch an den Ursachen neurodegenerativer Erkrankungen und dem möglichen therapeutischen Effekt von Chaperonen.

## Auszeichnungen
- 2022 Lawrence Bogorad Award[4]
- 2020 ASBMB-Merck Award[5]
- seit 2018 Mitglied der Nationalen Akademie der Wissenschaften Leopoldina[6]

- 2018 Charles F. Kettering Preis[7]
- 2017 Dorothy-Crowfoot-Hodgkin Preis[8]
- seit 2016 Mitglied der European Molecular Biology Organization (EMBO)